# Viljandi kontrakt
Viljandi kontrakt (estniska: Viljandi praostkond) är ett kontrakt inom den Estniska evangelisk-lutherska kyrkan.

## Församlingar
- Halliste församling
- Helme församling
- Karksi församling
- Kolga-Jaani församling
- Kõpu församling
- Mõisaküla församling
- Paistu församling
- Pilistvere församling
- Põltsamaa församling
- Suure-Jaani församling
- Taagepera församling
- Tarvastu församling
- Viljandi Johannes församling
- Viljandi Paulus församling